# Зоопарк Мэриленда
Зоопарк Мэриленда (англ. Maryland Zoo) — зоопарк в Балтиморе, штат Мэриленд, третий старейший зоопарк в Соединённых Штатах (после зоопарков в Цинциннати, штат Огайо, и Филадельфии, штат Пенсильвания, соответственно). На территории зоопарка содержится более 1500 млекопитающих, птиц, рептилий и земноводных, охватывающих около 200 видов, на более чем 160 акрах (65 гектарах) городской земли.

## Описание
Парк Друид-Хилл, местонахождение зоопарка Мэриленда, стал неофициальным зоопарком в 1862 году, когда местные жители пожертвовали парку четырёх лебедей для публичного показа. Поскольку пожертвования животных продолжались, зоопарк был создан по акту законодательного собрания штата в 1876 году. Зоологическое общество Мэриленда управляет зоопарком с 1984 года по договору аренды с государством. В 2004 году зоопарк официально изменил свое название, отремонтировал парк и модернизировал свои помещения.
В Наблюдении за белым медведем зоопарка есть прозрачный смотровой бассейн и сафари по тундре. Есть катание на верблюдах, а в популярном детском парке есть сельскохозяйственные животные. Экспозиция бородавочников — единственная в стране, где этим африканским животным отведён целый вольер. Другие экспозиции включают в себя Лес шимпанзе, Логово леопарда, Африканский водопой и раздел, посвященный дикой природе Мэриленда.